# Assur-nirari II
Aššur-nērārī II, geschreven als maš-šur-ERIM.GABA (=DÁḪ), "(de god) Aššur is mijn hulp," was koning van Assyrië, de 68e op de Assyrische Koningslijst, ca. 1424–1418 v.Chr,  aan het einde van de Oud-Assyrische periode. Aššur was niet meer dan een kleine stadstaat die een vazal van het Mitanni-rijk was en bezig te herstellen van de plundering onder Šauštatar.
Aššur-nērārī II was de zoon van zijn voorganger IIlil-nāṣir II. Volgens de Khorsabad Koningslijst regeerde hij zeven jaar maar de overeenkomstige kolommen op de Nassouhi- en SDAS-versie zijn beschadigd. Een juridische tekst text van Aššur dateert tot het eponiem van Ber-nādin-aḫḫe, zoon van Aššur-nērārī, opperrechter en een andere vermeldt de getuige Šamaš-kidinnu, zoon van Ibaši-ilu, zoon van Ber-nādin-aḫḫe, opperrechter. De titel en de genoemde genealogie doen vermoeden dat Ber-nādin-aḫḫe weleens een niet op de koningslijst vermelde opvolger van Aššur-nērārī geweest kan zijn.
Voor zover we weten werd Aššur-nērārī II opgevolgd door zijn zoon Aššur-bēl-nišešu.

## Inscripties
1. ↑  Khorsabad Kinglist, tablet IM 60017 (excavation nos.: DS 828, DS 32-54), iii 3.
2. ↑  KAJ 174.
3. ↑  KAJ 8.